# Pentatló modern als Jocs Olímpics d'estiu de 1992
Als Jocs Olímpics d'Estiu de 1992 celebrats a la ciutat de Barcelona (Catalunya) es disputaren dues proves de pentatló modern, una d'individual i una d'equip, totes elles en categoria masculina.
Aquest esport combina proves de tir (competició de tir de 10 metres de distància), esgrima (competició d'espasa), natació (200 metres lliures), hípica (concurs de salts d'obstacles) i cross.
Les proves es realitzaren els dies:
- esgrima, realitzada el 26 de juliol al Palau de la Metal·lúrgia
- natació, realitzada el 27 de juliol a les Piscines Picornell
- tir olímpic, realitzada el 27 de juliol al Camp de Tir Olímpic (Mollet del Vallès)
- cros, realitzat el 28 de juliol en un circuit tancat
- hípica, realitzada el 29 de juliol a les instal·lacions eqüestres del Club Hípic El Montanyà

Hi participaren un total de 66 atletes de 30 comitès nacionals diferents.

## Resum de medalles
| Prova                              | Or                                                                 | Argent                                                              | Bronze                                                      |
| Pentatló modern individual Detalls | Arkadiusz Skrzypaszek                                              | Attila Mizsér                                                       | Edouard Zenovka                                             |
| Pentatló modern per equips Detalls | PolòniaArkadiusz Skrzypaszek · Dariusz Gozdziak · Maciej Czyzowicz | Equip Unificat Edouard Zenovka Anatoli Starostine Dmitri Svatkovski | ItàliaRoberto Bomprezzi · Carlo Massullo · Gianluca Tiberti |

## Medaller
| Posició | País           | Or | Argent | Bronze | Total |
| 1       | Polònia        | 2  | 0      | 0      | 2     |
| 2       | Equip Unificat | 0  | 1      | 1      | 2     |
| 3       | Hongria        | 0  | 1      | 0      | 1     |
| 4       | Itàlia         | 0  | 0      | 1      | 1     |